# Amelora zophopasta
Amelora zophopasta är en fjärilsart som beskrevs av Turner 1919. Amelora zophopasta ingår i släktet Amelora och familjen mätare. Inga underarter finns listade i Catalogue of Life.